# Stade Augustinho-Lima
Le stade Augustinho-Pires-de-Lima (en portugais : Estádio Augustinho Pires de Lima), également connu sous le nom de stade Augustinho-Lima (en portugais : Estádio Augustinho Lima), est un stade omnisports brésilien, principalement utilisé pour le football, situé dans la région administrative de Sobradinho, dans l'État du District fédéral.
Le stade, doté de 15 000 places et inauguré en 1978, sert d'enceinte à domicile à l'équipe de football du Sobradinho Esporte Clube.
Le stade porte le nom d'Augustinho Pires de Lima, premier journaliste de renom de Sobradinho (directeur du journal de Brasilia), décédé dans un accident de voiture à 23 ans le 25 septembre 1976.

## Histoire
Le stade ouvre ses portes en 1978. Il est inauguré le 30 avril 1978 lors d'une défaite 3-0 des locaux du Sobradinho EC contre le Santos FC (le premier but officiel au stade étant inscrit par Toinzinho, joueur de Santos).
Deux semaines plus tard, le 14 mai 1978, a lieu le premier match au stade impliquant deux équipes du District fédéral, avec une nouvelle défaite 1-0 du Sobradinho EC contre le SE Gama (match amical commémorant le 18e anniversaire de la ville de Sobradinho).
Ce n'est que le 19 novembre 1978 que le premier match officiel a lieu à Augustinho Lima (comptant pour le championnat de Brasilia). Ce jour-là, le Sobradinho EC s'impose 1-0 sur le CR Guará (le but étant inscrit par le joueur Marco Antônio).
Le premier match comptant pour le championnat brésilien de l'histoire du stade a lieu quant à lui le 3 février 1985, lorsque Sobradinho fait match nul 0-0 avec l'Americano FC (match comptant pour la Série B).
Durant la pandémie de Covid-19 en 2020, le stade ferme et sert alors de centre de soins pour la population locale.